# Eupoa liaoi
Eupoa liaoi là một loài nhện trong họ Salticidae.
Loài này thuộc chi Eupoa. Eupoa liaoi được Peng & Li miêu tả năm 2006.